# Mandriva (empresa)
Mandriva (antes MandrakeSoft) fue una empresa francesa de software dedicada a ofrecer y hacerse cargo del sistema operativo Mandriva Linux surgida con el nombre original de MandrakeSoft gracias a Gaël Duval, cofundador de la compañía. Fue el resultado de la fusión de cinco compañías: las francesas Mandrakesoft, Edge IT y Linbox; la brasileña Conectiva y la estadounidense Lycoris. 
El día 7 de abril de 2005, tras adquirir la empresa brasileña Conectiva, la nueva denominación de la compañía pasó a ser Mandriva. Posteriormente, el día 15 de junio de 2005, Mandriva anunció un acuerdo para adquirir varias acciones de Lycoris, una de las principales distribuciones de Estados Unidos para los usuarios domésticos.
El 5 de marzo de 2006 Gaël Duval (cofundador) fue despedido, junto con otros importantes miembros de la empresa. La empresa anunció el cierre de sus operaciones el 27 de mayo de 2015, el cual se hizo efectivo el 2 de junio de 2015.

## Historia
La distribución "Mandrake Linux" fue creada por Gaël Duval el 23 de julio de 1998 y el 22 de enero de 1999 se crea la empresa Mandrakesoft por Jacques Le Marois, Gaël Duval y Frédéric Bastok. El 30 de julio de 2001, la compañía cotiza en el mercado de valores. El precio de introducción es 6,20 €. 688 480 títulos se colocan en el mercado, una capitalización de mercado de 4,2 M€. 
Apenas dos años después, la acción se cotizó a 2,75 €, con una capitalización de mercado de 8,3 millones de euros. El 13 de enero de 2003, la empresa se declaró insolvente, con período de observación de seis meses. El volumen de negocios ascendió a 4,7 millones de euros para el período 2001 - 2002 (3,7 millones de euros para el período 2000 - 2001) y una pérdida de alrededor de 4 608 000 €.
Después de 14 meses a partir de la observación, la cotización del título de Mandrakesoft en el mercado libre (Euronext) se reanudó el 8 de marzo de 2004 y la compañía está definitivamente fuera de la protección de bancarrota a través de la continuación, y sin capitalización antes de 30 de marzo de 2004. A finales de 2003, la empresa conoce un beneficio de € 270 000 después de dividir por 5 los costos de operación para un volumen de negocio de 1,42 million euros.
El 1 de julio de 2004, Mandrakesoft adquirió la sociedad francesa de soporte y servicio Edge-IT, después el editor de linux brasileño Conectiva en 2 de febrero de 2005. En diciembre de 2004, Mandrakesoft realizó una ampliación de capital de 3,05M €, lo que permitió pasar los fondos de -3.7M € a +1,94 M €, lo que responde a las condiciones de acceso sobre un mercado reglamentado. Tras la fusión con Conectiva y la disputa con Hearst Corporation, Mandrakesoft anunció el 7 de abril de 2005 que su nombre cambió a Mandriva. 
El 15 de junio de 2005, Mandriva compró Lycoris (antes Redmond Linux Corp.), una empresa de EE. UU. que estaba desarrollando su propia distribución GNU / Linux para el público en general. El 5 de octubre de 2006, Mandriva anunció la adquisición de Linbox, empresa francesa de soluciones de infraestructura IT.
A principios de 2009, la sociedad contaba con 75 empleados (30 en Brasil y 45 en Francia). El 18 de septiembre de 2010, Mageia, un proyecto de bifurcación de Mandriva, es creado, a raíz de un despido de gran parte de los empleados de la sociedad.

## Información financiera
Mandriva cotizaba en el mercado de valores Euronext.
| Fecha             | Situación en stock |
| ----------------- | --- |
| 2005              | El curso 2003-2004 terminó con una facturación de 5,2 millones de € y un ingreso neto de 1,4 millones de €. |
| Abril de 2005     | Valorada en torno a € 7,60, apoyado por la adquisición de la empresa Conectiva. |
| mayo de 2005      | Para la primera mitad del año fiscal 2004-2005, la compañía alcanzó una facturación de 2,76 M.. |
| Agosto de 2005    | Para el tercer trimestre del año fiscal 2004-2005, el volumen de negocios fue de € 1.38 millones, pero la pérdida de explotación alcanzó 0,5 millones de €. El valor de la acción osciló entre 6 y 6,5 €. |
| Diciembre de 2005 | La compañía anunció una ampliación de capital hasta € 5,5 millones. Esto es entre otras cosas, la intención de pagar la deuda restante (0,9 millones de €) del plan de mantenimiento en el lugar para salir de la protección de bancarrota, que es un requisito previo para la transferencia de cotización en el mercado Alternext. El título se negoció en 5,5 €. |
| Enero de 2006     | La solicitud AMF Mandriva redacción de un folleto que describe el contexto de la ampliación de capital, como es habitual cuando se llama a la oferta pública. Mandriva suspender la operación, el tiempo necesario para la preparación del folleto y la obtención de la visa de la AMF. El título viene de 5 €, pero el anuncio de una importante asociación con HP para América del Sur le permite recuperar algo de color. |
| Febrero de 2006   | La compañía publica sus resultados para el año 2004-2005. Los ingresos también aumentaron ligeramente a 5,45 millones, pero un 6%, sobre bases comparables (excluyendo las empresas y Conectiva Edge adquirió durante el año). El beneficio de explotación se hunde en el rojo en -1.1 millones de euros, frente al 0,9 de hace un año. El resultado neto es próxima al equilibrio, sino que incluye no positivo recurrentes artículos que asciende a 1,45 millones de euros. Tras este anuncio, como la clave de 4,99 €, pero luego se reanudó hasta el final del mes en € 5,63. |
| Marzo de 2006     | Publicación del primer trimestre de 2005-2006. En 1.59 millones de euros, las ventas aumentaron un 10% de Q1 del año anterior, pero las pérdidas de explotación aumentando, alcanzando 0,5 millones de euros. La cuota perdido el 25% de su valor en unos pocos días, afectando el precio de 4 €. El rebote que le sigue será de hierro ligeramente por encima de los 5 € por un corto tiempo. |
| mayo de 2006      | La publicación de cifras para el segundo trimestre de 2005-2006.Agravada por el costo de un plan de reestructuración, la pérdida de explotación superior a 0,6 millones de euros. El resultado neto es negativo de € 1.03 millones en el trimestre y 1,62 M € para el semestre. Dans les semaines qui suivent, le cours de l'action touchera les 3 euros. En las semanas siguientes, el precio de la acción llegará a los 3 euros. |
| Agosto de 2006    | El tercer trimestre del año fiscal 2005-2006 es ligeramente mejor. Las medidas aplicadas en el comienzo del año permite a los ingresos de explotación para crecer de manera significativa, ya que es negativo a partir de 240 K €. Esta mejora relativa se pone en la cuenta de un ligero aumento en las ventas y una reducción neta de los costes. Sin embargo, el balance es todavía no ha alcanzado, y la pérdida neta para el año fiscal en curso ya se sitúa en 2 millones de €.El precio por acción no superará los 3,50 €. |
| Otoño 2006        | El 5 de octubre, Mandriva anuncia la adquisición de la editorial / SSLL Linbox a € 1.365 millones de acciones a ser emitidas. Le 9 octobre, Mandriva annonce la clôture de l'opération BSA qui a finalement rapporté 1,586 M€, dont 1,318 M€ correspondent aux engagements pris par Jacques Le Marois et François Bancilhon. El 9 de octubre, Red Hat ha anunciado el cierre de la transacción BSA finalmente ha reportado 1.586 millones €, de los cuales € 1.318 millones en consonancia con los compromisos contraídos por Jacques Le Marois y François Bancilhon. Après un nouveau plus bas en 30 mois à 2,79€ le 12 septembre, le titre rebondit jusqu'à 3,48€ le 9 novembre. Después de un nuevo mínimo en 30 meses a 2,79 € 12 de septiembre, el título rebotó hasta 3.48 € 9 de noviembre. |
| Diciembre de 2006 | Ante la falta de comunicación sobre los resultados de la campaña 2005/2006 fiscal que terminó el 30 de septiembre, sin convocar a la Junta general extraordinaria de la aprobación preceptiva por los accionistas de la redención Linbox gana de nuevo el curso y afecta a 2 38 € 12 de diciembre. |
| Enero de 2007     | Publicación de los resultados del ejercicio 2005/2006. Los ingresos operativos fueron prácticamente sin cambios de € 6.61 millones de euros (+1,4%) a pesar de la integración en los 12 meses de Conectiva y Edge-IT. La pérdida de explotación de casi se duplicó, superando los 2M €. El funcionario no mencionó Linbox. Entre el 2 y 30 meses el precio de las acciones subieron a partir de € 2,40 a 1,40 €. |
| Febrero de 2007   | Publicación de los resultados del primer trimestre del año fiscal 2006/2007.La quiebra de un cliente importante (BenQ) de la empresa brasileña Conectiva explica en parte los ingresos decepcionantes a 1,25 M €, con una pérdida operativa de 370K €. La acción afecta a 1,14 € en el comienzo del mes, registrando un descenso de más del 60% desde el anuncio de la adquisición de Linbox. La operación inicialmente sobre la base de un intercambio de acciones, ambas compañías anunciaron suspender temporalmente el proyecto, sin dejar de trabajar juntos. |